# Parvioris nitens
Parvioris nitens is een slakkensoort uit de familie van de Eulimidae. De wetenschappelijke naam van de soort is voor het eerst geldig gepubliceerd in 1876 door Brazier.